# ( )
( ) är ett musikalbum av den isländska gruppen Sigur Rós. Låtarna på albumet har inga namn utan kallas för namnlösa eller för de namn som bandet skriver på sina låtlistor när de spelar live, och albumet markeras enbart med en symbol som påminner om två parentestecken, "( )". Skivan släpptes den 28 oktober 2002.

## Låtar på albumet
| Nr | Titel   | Benämning     | Längd | Svensk tolkning |
| -- | ------- | ------------- | ----- | --------------- |
| 1. | Namnlös | "Vaka"        | 6:38  | Vaka            |
| 2. | Namnlös | "Fyrsta"      | 7:33  | Först           |
| 3. | Namnlös | "Samskeyti"   | 6:33  | Skarv           |
| 4. | Namnlös | "Njósnavélin" | 6:56  | Spionmaskinen   |
| 5. | Namnlös | "Álafoss"     | 9:57  |                 |
| 6. | Namnlös | "E-bow"       | 8:48  |                 |
| 7. | Namnlös | "Dauðalagið"  | 13:00 | Dödslåten       |
| 8. | Namnlös | "Popplagið"   | 11:45 | Poplåten        |